# نومی، ایشیکاوا
نومی در استان ایشیکاوا در کشور ژاپن واقع شده‌است که دارای جمعیت ۴۸٬۱۰۶ نفر و مساحت ۸۳٫۸۵ کیلومتر مربع با تراکم جمعیت ۵۷۴ نفر در کیلومترمربع است و در تاریخ ۱ فوریه ۲۰۰۵ به عنوان شهر شناخته شد.